# 生熊長勝
生熊 長勝（いくま ながかつ）は、安土桃山時代の武将・大名。豊臣氏の家臣。

## 略歴
豊臣秀吉の鉄砲組頭を務めた。天正12年（1584年）の小牧・長久手の戦いに従軍し、天正15年（1587年）には丹波国多紀郡に知行を与えられた。
天正18年（1590年）の小田原征伐にも従軍、文禄元年（1592年）の文禄の役では銃士250人を率いて肥前国名護屋城に駐屯し、文禄4年（1595年）正月、秀吉の草津湯治では速水守久とともに警固を務めた。
慶長2年（1597年）、丹波国及び美濃国の内で2万石を与えられる。
慶長5年（1600年）の関ヶ原の戦いでは西軍に属して尾張国犬山城を守備した。戦後、所領没収の上、常陸国松岡城に幽閉されて自刃した。
子孫は水戸徳川家に仕えた。